# 아이돌 같은 게 아니라면
〈아이돌 같은 게 아니라면〉(アイドルなんかじゃなかったら 아이도르난카자나카타라[*])는 AKB48의 62번째 싱글이다. 타이틀 곡의 센터 포지션은 오구라 유이가 맡는다.

## 발매 배경
전작 〈어쩔 수 없이 네가 좋아〉로부터 약 5개월 만의 싱글이다.

## 선발 멤버
- 굵은 글씨는 첫 선발

아이돌 같은 게 아니라면
(센터 : 오구라 유이)
- AKB48팀 A:치바 에리이, 무카이치 미온, 혼다 히토미, 오카베 린
- AKB48팀 K:야마우치 미즈키, 오오니시 모모카, 오다 에리나
- AKB48팀 B:카시와기 유키(최연장자), 오오모리 마호, 오구리 유이
- AKB48팀 4:무라야마 유이리, 시타오 미우, 쿠라노오 나루미
- AKB48연구생: 사토 아이리, 하시모토 에리코, 야마자키 소라